# Castello notarile di Derby
Il castello notarile di Derby (in lingua francese, Château notarial de Derby), o palazzo notariale (fr. palais notarial), è un castello medievale nella frazione di Derby, nel comune di La Salle, in Valle d'Aosta.

## Storia e descrizione
Secondo varie fonti, il castello fu costruito originariamente come residenza di un notaio, tra il XII e il XVI secolo appartenne ai nobili Lachenal, divenendo quindi di proprietà del notaio Vernaz.
Per André Zanotto, invece, la struttura fortificata non dovrebbe risalire a prima del secolo XVI.
Il castello, composto di vari corpi, si presenta in buone condizioni, restaurato. Degni di nota sono sia le finestre in pietra ollare lavorata, in cui si ritrova il caratteristico arco a chiglia rovesciata, che il portone d'ingresso decorato a motivi floreali, sopra al quale si riconosce lo stemma di casa Savoia.
Il complesso fu per un certo periodo destinato a usi agricoli. Un antico forno esterno di minor pregio è stato restaurato negli anni settanta.
Secondo la tradizione, una galleria sotterranea collegherebbe il castello notarile al castello giudiziario di Derby, sulla stessa strada.